# Člověk stroj
„Člověk stroj“ je čtvrtý singl brněnské rockové skupiny Progres 2. Byl vydán v roce 1981 (viz 1981 v hudbě) a jedná se o první vydanou nahrávku, kdy byl členem kapely i klávesista a zpěvák Roman Dragoun.
Singl obsahuje dvě skladby. Na A straně desky se nachází píseň „Člověk stroj“. B stranu zabírá klavírní Dragounova skladba „Že tvých vlasů v ní se dotýkám“. Obě písně byly nahrány v listopadu 1980 ve studiu Československého rozhlasu Brno.
Skladba „Člověk stroj“ vyšla také na samplerech Gong 8 (1981) a 25 let Pantonu (1983). Obě písně byly rovněž vydány jako bonusové skladby na reedici alba Progres 2 Třetí kniha džunglí v roce 2007.

## Seznam skladeb
1. „Člověk stroj“ (Pelc/Čort) – 4:35
2. „Že tvých vlasů v ní se dotýkám“ (Dragoun/Čort) – 4:51

## Obsazení
- Progres 2
  - Miloš Morávek – elektrická kytara
  - Pavel Pelc – baskytara, syntezátor, zpěv
  - Roman Dragoun – klávesy, zpěv
  - Zdeněk Kluka – bicí